# 喬爾喬爾
38°36′S 72°50′W / 38.600°S 72.833°W

喬爾喬爾（西班牙語：Cholchol），是智利的城鎮，位於該國南部阿勞卡尼亞大區的考丁省，始建於1881年11月22日，面積427.9平方公里，海拔高度22米，2012年人口10,382人，人口密度每平方公里24人。